# Circuito Brasileiro de Voleibol de Praia Feminino Sub-23 de 2014
O Circuito Brasileiro de Voleibol de Praia Sub-23 de 2014, também chamado de Circuito Banco do Brasil de Vôlei de Praia Sub-23, foi a terceira edição da principal competição nacional de Vôlei de Praia Sub-23 na variante feminina, iniciado em 26 de maio de 2014.

## Resultados

### Circuito Sub-23
| Evento                                                               | Ouro                                 | Prata                                | Bronze                               | Quarto lugar                       |
| 1ª Etapa Ribeirão Preto, São Paulo 26 a 29 de maio de 2014.          | / Duda Lisboa Carol Horta            | / Sandressa Miranda Amanda Maltez    | / Andressa Cavalcanti Ana Patrícia   | / Tainá Bigi Roberta Glatt         |
| 2ª Etapa Rondonópolis, Mato Grosso 21 a 24 de junho de 2014.         | Bárbara Ferreira Priscila Cunha      | / Paula Hoffmann Ana Patrícia        | Fiama Magrini Victória Tosta         | / Sandressa Miranda Amanda Maltez  |
| 3ª Etapa Campo Grande, Mato Grosso do Sul 11 a 14 de agosto de 2014. | / Paula Hoffmann Andressa Cavalcanti | Fiama Magrini Victória Tosta         | / Tainá Bigi Roberta Glatt           | Bárbara Ferreira Priscila Cunha    |
| 4ª Etapa Rio de Janeiro, Rio de Janeiro 15 a 18 de setembro de 2014. | / Bárbara Ferreira Priscila Cunha    | Carolina Won-Held Maria Clara        | / Paula Hoffmann Andressa Cavalcanti | / Paola de Medeiros Beatriz Vieira |
| 5ª Etapa Campinas, São Paulo 13 a 16 de outubro de 2014.             | / Duda Lisboa Carol Horta            | / Paula Hoffmann Andressa Cavalcanti | / Paola de Medeiros Beatriz Vieira   | / Sandressa Miranda Amanda Maltez  |
| 6ª Etapa Brasília, Distrito Federal 24 a 27 de novembro de 2014.     | / Paula Hoffmann Andressa Cavalcanti | / Tainá Bigi Juliana Simões          | / Ana Patrícia Carolina Won-Held     | Bárbara Ferreira Priscila Cunha    |